# Giorgio Mille
Giorgio Mille (* 6. November 1937 in Rom; † 11. Juli 1999 ebenda) war ein italienischer Filmschaffender.
Mille drehte zwischen 1975 und 1982 einige Erotik- und Pornofilme, für die er auch als George Miller fungierte. Sein Debütfilm, die Sexy Comedy Attenti… arrivano le collegiali!, war wie alle seine Filme auch von ihm geschnitten und produziert.

## Filmografie (Auswahl)
- 1975: Hurra… die Schulmädchen kommen (Attenti… arrivano le collegiali!)